# Pancor Jackhammer
La Pancor Jackhammer es una escopeta automática calibre 12, accionada por los gases del disparo. Es una de las pocas escopetas totalmente automáticas y a pesar de ser patentada en 1987, jamás llegó a ser producida en masa. Solo unos pocos prototipos de la Jackhammer fueron construidos; algunas fuentes mencionan que solamente existen dos prototipos totalmente automáticos. A fines de 1990, el actual propietario del diseño, Mark III, intentó vender los patentes, prototipos y derechos de producción por 350 000 dólares. A pesar de esto, su apariencia distintiva y estilizado diseño futurista la han hecho popular en series televisivas de acción, películas y videojuegos.

## Desarrollo
La escopeta fue diseñada en Nuevo México por John Anderson, de Pancor Industries. Varios gobiernos extranjeros se mostraron interesados en el diseño e incluso ordenaron modelos de serie una vez que estuvieran listos para su envío. Sin embargo, el diseño fue retenido para ser producido y probado por el Departamento de Defensa de los Estados Unidos, pero fue pasado por alto en favor de las escopetas calibre 12 ya existentes. El Departamento de Defensa decidió que el desarrollo de munición apropiada sería demasiado costoso e innecesario. Como Pancor no era parte de las empresas del establishment de defensa, al igual que otros fabricantes de equipo militar, pudo haber contribuido a su rechazo. El hecho que la escopeta acabó en un limbo administrativo, produjo la quiebra de Pancor al no poder cumplir los encargos extranjeros sin la aprobación del Departamanto de Estado, el cual no otorgaría licencias de exportación mientras el arma estaba siendo probada por el Departamento de Defensa. Las acciones de Pancor fueron vendidas, incluyendo los pocos prototipos de la Jackhammer que se habían construido.

## Definiciones técnicas

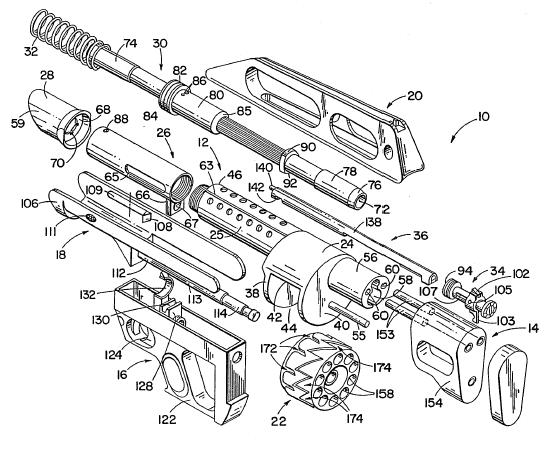
Las piezas de la Pancor Jackhammer.

El arma, a excepción del cañón, está construida principalmente en material sintético para así reducir el peso. Posee una configuración bullpup para así mantener un cañón con una longitud de 525 mm dentro de un conjunto con una longitud de 787 mm. La escopeta es alimentada mediante un tambor rotativo con capacidad para 10 cartuchos calibre 12. Pesa 4,57 kg y tiene una cadencia de fuego máxima de 240 cartuchos por minuto. El sistema de rotación del tambor es muy similar al del revólver automático Webley-Fosbery.
El cañón flotante es empujado hacia adelante por la presión de los gases del disparo, para luego retroceder gracias a un muelle y así mover la varilla que acciona sobre el tambor. Esto desacopla el tambor del cañón, lo hace girar y prepara el arma para el próximo disparo. Nuevamente se acoplan el tambor y el cañón, efectuando así el disparo sin pérdida de gases. Los cartuchos disparados no son eyectados, quedándose dentro del tambor.
Una interesante característica adicional es que el tambor puede ser transformado en una mina antipersona, añadiéndole un detonador que dispara todos los cartuchos una vez accionado.

## Estatuto legal en los Estados Unidos
La Pancor Jackhammer es totalmente automática, por lo tanto clasificada como una ametralladora en los Estados Unidos según el Acta Nacional sobre Armas de Fuego de 1934. Como tal, es reglamentada por la Oficina de Alcohol, Tabaco, Armas de Fuego y Explosivos. Ya que todos los ejemplares disponibles de la Jackhammer fueron construidos tras la fecha límite del mes de mayo de 1986 impuesta por el Acta de Protección a los Propietarios de Armas de Fuego, cualquier civil que desee comprar una de estas escopetas tendría que ser un exportador, fabricante o vendedor de armas autorizado. Pero como solo se sabe de la existencia de dos ejemplares de la Jackhammer, el asunto es irrelevante.